# Elaphoglossum tenax
Elaphoglossum tenax là một loài thực vật có mạch trong họ Lomariopsidaceae. Loài này được Rosenst. mô tả khoa học đầu tiên năm 1910.